# Dolf Verroen
Rudolf Johan (Dolf) Verroen (Delft, 20 november 1928) is een Nederlandse schrijver, criticus en vertaler.

## Levensloop
Dolf Verroen studeerde Frans in Den Haag en werkte bij verschillende boekenwinkels en kantoren. Tevens heeft hij als nacht-editor bij Het Vrije Volk gewerkt.
Verroen schreef zijn eerste boek al toen hij net veertien jaar was: Het boek van Jan-Kees, dat wel pas uitgegeven zou worden in 1958.
Het eerste boek van hem dat gepubliceerd werd, was een bundel gedichten In los verband met tekeningen van Miep de Leeuwe en Willy Rieser (1955). In 1956 volgde Van eeuwigheid tot amen, een novelle die met Het zwarte licht van Harry Mulisch genomineerd werd voor de Stadprijs van Amsterdam. Daarna volgden enkele romans en de verhalenbundel Onderdak.
In de periode daarna hield hij zich voornamelijk bezig met vertaalwerk. Hij vertaalde o.a. Mirjam het monster, een kinderboek van M. Lystad. Niet blij met de opvatting van het boek, schreef hij Gelukkig word je elke dag een beetje groter (1973). Dit was het begin van een serie geëmancipeerde kinderboeken waarin ook de volwassenen niet gespaard worden. Sjoe en Piet was het eerste kinderboek over een gastarbeidersgezin.
Zijn boeken zijn onder meer vertaald in het Fries, Frans, Duits, Deens, Noors, Zweeds, Spaans en Japans. In 1999 werd Verroen benoemd tot ridder in de Orde van de Nederlandse Leeuw.

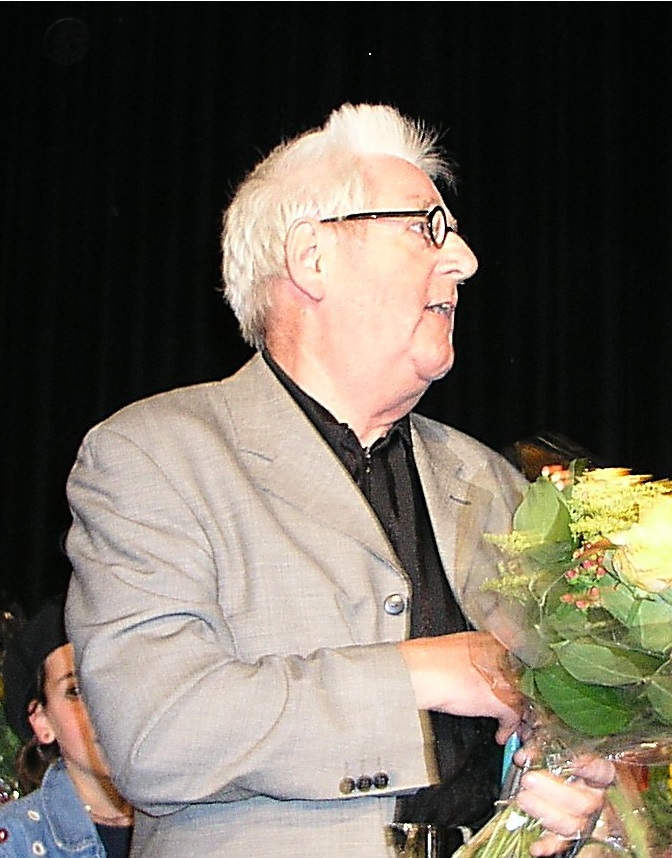
Dolf Verroen in 2003

In 2016 schreef hij het kinderboekenweekgeschenk 'Oorlog en vriendschap', met illustraties van Charlotte Dematons.

## Prijzen
- Premio Europeo in 1978 voor Allemaal de boom in
- Opdracht van de stad Amsterdam voor De kat in de gordijnen
- vijf Zilveren Griffels:
  - in 1979 voor De kat in de gordijnen
  - in 1981 voor Hoe weet jij dat nou?
  - in 1987 voor Een leeuw met lange tanden
  - in 2019 voor Droomopa
  - in 2020 voor Niemand ziet het
- in 2003 Pluim van de maand (sept.) voor Een hemel voor Beer
- Duitse Jeugdliteratuurprijs 2006 voor Slaaf kindje slaaf ("Wie schön weiß ich bin")
- Gustav-Heinemann Friedenspreis 2006 voor Slaaf kindje slaaf ("Wie schön weiß ich bin")
- Kinder- und Jugend-Hörbuch des Jahres 2006 voor Slaaf kindje slaaf ("Wie schön weiß ich bin")